# 30 Days of Night

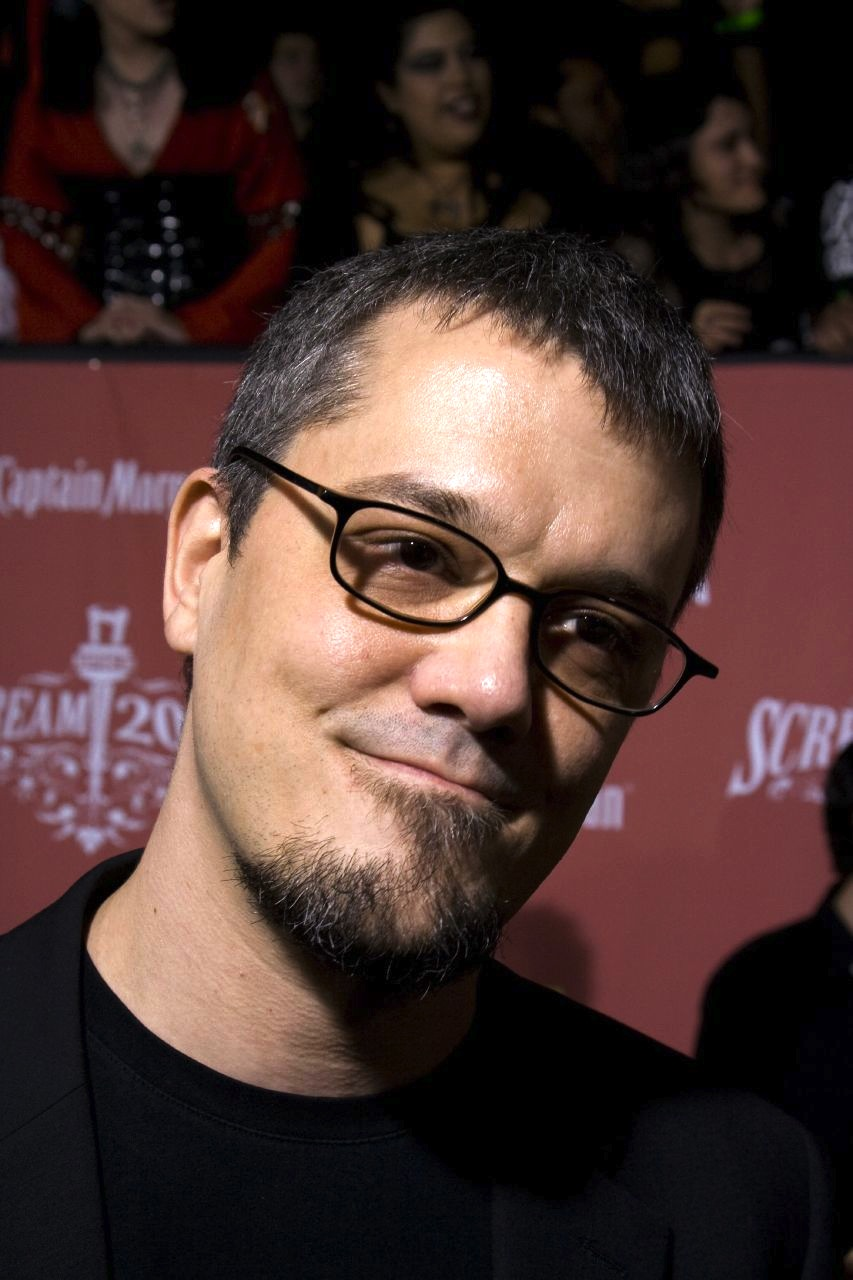
Steve Niles

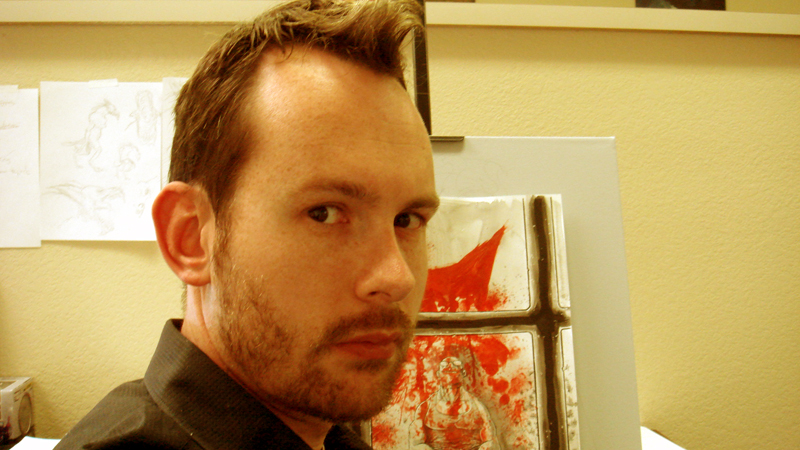
Ben Templesmith

30 Days of Night is een Amerikaanse horrorfilm uit 2007 onder regie van David Slade. Het verhaal is gebaseerd op een driedelige serie comics met dezelfde titel, van schrijver Steve Niles en tekenaar Ben Templesmith.
De film kreeg in 2010 een vervolg getiteld 30 Days of Night: Dark Days. Er verschenen ook twee miniseries binnen de franchise: prequel 30 Days of Night: Blood Trails (2007) en vervolg 30 Days of Night: Dust to Dust (2008), dat zich afspeelt na de eerste film.

## Verhaal
In een klein plaatsje in Alaska neemt een aanzienlijk deel van de bewoners het voorlopig laatste vliegtuig naar de bewoonde wereld. Er staat namelijk een jaarlijks terugkerende periode van dertig dagen voor de deur waarin de zon niet opkomt en het weer op zijn slechtst is. Alleen iets meer dan honderd inwoners, onder wie sheriff Eben Oleson, blijven achter. Stella Oleson is dat niet van plan, maar moet wel wanneer ze haar vliegtuig mist.
Kort nadat het laatste vliegtuig vertrokken is, wordt een troep honden verscheurd aangetroffen en blijken alle telefoonlijnen afgesneden. Waarom wordt snel duidelijk wanneer een groep woeste, maar intelligente en met elkaar communicerende vampiers zich aandient. Onder leiding van hun hoofdman Marlow beginnen met name vampiers Iris, Zuria en Arvin aan een beestachtige slachtpartij en sadistische lynchpartijen. Ze zijn niet van plan één overlevende achter te laten en proberen met trucs en valstrikken ook de verstopten te pakken te krijgen. De mensheid mag namelijk niet te weten komen dat vampiers echt bestaan en niet alleen een verhaal zijn. Dankzij de hulp van een van de mensen met de telefoons, is communicatie met de buitenwereld onmogelijk. De achtergebleven bewoners moeten proberen dertig dagen te overleven tot de zon weer opkomt. Terugvechten is bijna onmogelijk, want de vampiers zijn sterker, sneller en kunnen tegen een stootje.

## Ontvangst
30 Days of Night werd genomineerd voor twee Saturn Awards (beste horrorfilm en beste make up), een Empire Award voor beste horror, vier Golden Trailer Awards (beste horror, beste horror-televisiereclame, beste wildposts en origineelste filmposter) en twee Teen Choice Awards (beste acteur in een thriller/horrorfilm en beste thriller/horrorfilm.

## Trivia
- In het zoldertje waar de groep overlevenden zich verstopt, hangt een foto van Steve Niles, de schrijver van de oorspronkelijke comicreeks.

## Rolverdeling
- Josh Hartnett: Eben Oleson
- Melissa George: Stella Oleson
- Danny Huston: Marlow
- Ben Foster: Vreemdeling
- Mark Boone Junior: Beau Brower
- Mark Rendall: Jake Oleson
- Amber Sainsbury: Denise
- Manu Bennett: Billy Kitka
- Megan Franich: Iris
- Joel Tobeck: Doug Hertz
- Elizabeth Hawthorne: Lucy Ikos
- Nathaniel Lees: Carter Davies
- Craig Hall: Wilson Bulosan
- Chic Littlewood: Issac Bulosan
- Peter Feeney: John Riis